# Здібний учень
«Здібний учень» (англ. Apt Pupil) — повість американського письменника Стівена Кінга, що входить до збірки «Чотири сезони».
Тодд Боуден найкращий учень у своєму класі й має гарну репутацію поза школою. Одного дня він дізнається, що у їхньому маленькому містечку живе колишній есесівець, воєнний злочинець, який лишився безкарним. Але Тодд замість, того аби розповісти про це своїм батькам чи поліції, починає шантажувати злочинця, не здогадуючись як це вплине на його власний світогляд.

## Сюжет
У 1974 році підліток з Лос-Анджелеса Тодд Боуден приходить на поріг будинку літнього німецького іммігранта Артура Денкера. Він звинувачує Артура, що той є розшукуваним нацистським військовим злочинцем Куромт Дюссандером. Спочатку старий заперечує звинувачення, але згодом визнає, що він самозванець. Тодд з цікавості просить розповісти про його злочини, оскільки нещодавно зацікавився Голокостом, і обіцяє не викривати його владі.
Після почутого Тодду сняться нічні жахи, його переслідують нав'язливі думки про нацистські злочини. Протягом наступних кількох місяців Тодд щодня відвідує Дюссандера, змушуючи його розкрити більше подробиць своїх звірств. Тодд дістає копію уніформи оберлейтенанта СС, яку передає Дюссандеру та змушує одягнути її й маршувати за командою.
Оцінки Тодда в школі падають, адже він занурений у роздуми про злочини. Після того, як батько поскаржився на його оцінки, хлопець підробляє свої табелі, але йому все одно загрожує провал кількох іспитів. Ед Френч, консультант Тодда, просить про зустріч із кимось із родини Боуденів. Тодд змушує Дюссандера піти на прийом до Френча, видаючи себе за діда Тодда, Віктора. Дюссандер бреше, що оцінки Тодда є результатом домашніх проблем, і обіцяє подбати про те, щоб його оцінки покращилися. Френч вірить історії Дюссандера, але зауважує, що той не згадує хлопця на ім'я.
Тепер Дюссандер погрожує видати таємниці Тодда. Доклавши великих зусиль, Тодду вдається значно покращити свої оцінки. Тодд задумує вбити старого, щоб це виглядало як нещасний випадок. Щоб убезпечити себе, він заздалегідь каже Дюссандеру, нібито передав своєму другові листа, де описано правду про Дюссандера; якщо з Тоддом щось трапиться, лист буде надіслано владі. Однак старий усвідомлює наміри Тодда і стверджує, що написав заповіт, у якому згадано махінації Тодда, і це заповіт схований у сейфі, який знайдуть після його смерті.
Тодд відмовляється від вбивства Дюссандера, але його продовжують мучити нічні жахіття. Протягом наступних кількох місяців Тодд убиває кількох волоцюг і це тимчасово приносить полегшення. З роками його візити до Дюссандера рідшають. Він втрачає цноту, але вважає секс незадовільним у порівнянні з гострими відчуттями від вбивства. Він придумує виправдання, що це тому, що його дівчина єврейка. Коли обставини не дозволяють продовжувати серійні вбивства, він вибирає приховане місце з видом на автостраду і цілиться в людей в автомобілях зі своєї мисливської рушниці. Дюссандер, що потерпає через власні кошмари, також убиває волоцюг, ховаючи тіла у своєму підвалі.
Одного разу вночі, коли Дюссандер копає могилу для своєї останньої жертви, у нього стається серцевий напад. Він викликає Тодда, який ховає тіло і прибирає сліди злочину, перш ніж викликати швидку допомогу. Коли Тодд відвідує Дюссандера в лікарні, той визнає, що блефував щодо заповіту. Дюссандер каже, що знає про вбивства, скоєні Тоддом, і радить хлопцеві бути обережним.
У лікарні Дюссандер випадково опиняється в одній палаті з Моррісом Гейзелом, літнім євреєм, який пережив Голокост. За кілька днів Морріс розуміє, що Денкер — це Дюссандер, комендант концтабору, де його дружину та дочку вбили в газових камерах. Пізніше він передає цю інформацію ізраїльському мисливцеві на нацистів Вайскопфу.
Вайскопф відвідує Дюссандера, попереджаючи, що його викрито і покарання наздожене його. Дюссандер викрадає ліки та вчиняє самогубство передозуванням. Справжня особа Дюссандера стає загальновідомою, Тодд переконує батьків, що не знав про минуле Дюссандера. Тим часом поліцейський детектив Річлер у супроводі Вайскопфа допитує Тодда. Один з бездомних впізнає Тодда як останнього, кого бачили з кількома жертвами, і повідомляє в поліцію.
Тим часом Френч знайомиться зі справжнім дідусем Тодда. Розуміючи, що хлопець обманув його, Френч перевіряє старі табелі Тодда, і виявляє, що вони підроблені. Пізніше він впізнає в «дідусеві» Тодда Дюссандера. Коли Френч викриває Тодда, той стріляє в нього й остаточно втрачає глузд. Тодд починає стрілянину по автостраді й гине в перестрілці з поліцією.

## Переклад українською
Вперше переклад українською з’явився у 1998 році в журналі «Всесвіт» (1998; № 8. — с. 86-145. ; № 9. — с. 73-130). Перекладач — Олена Поманська.
2015 року видавництво «Клуб Сімейного Дозвілля» видало збірку «Чотири сезони» у перекладі Олени Любенко.